# Torsviks idrottshall

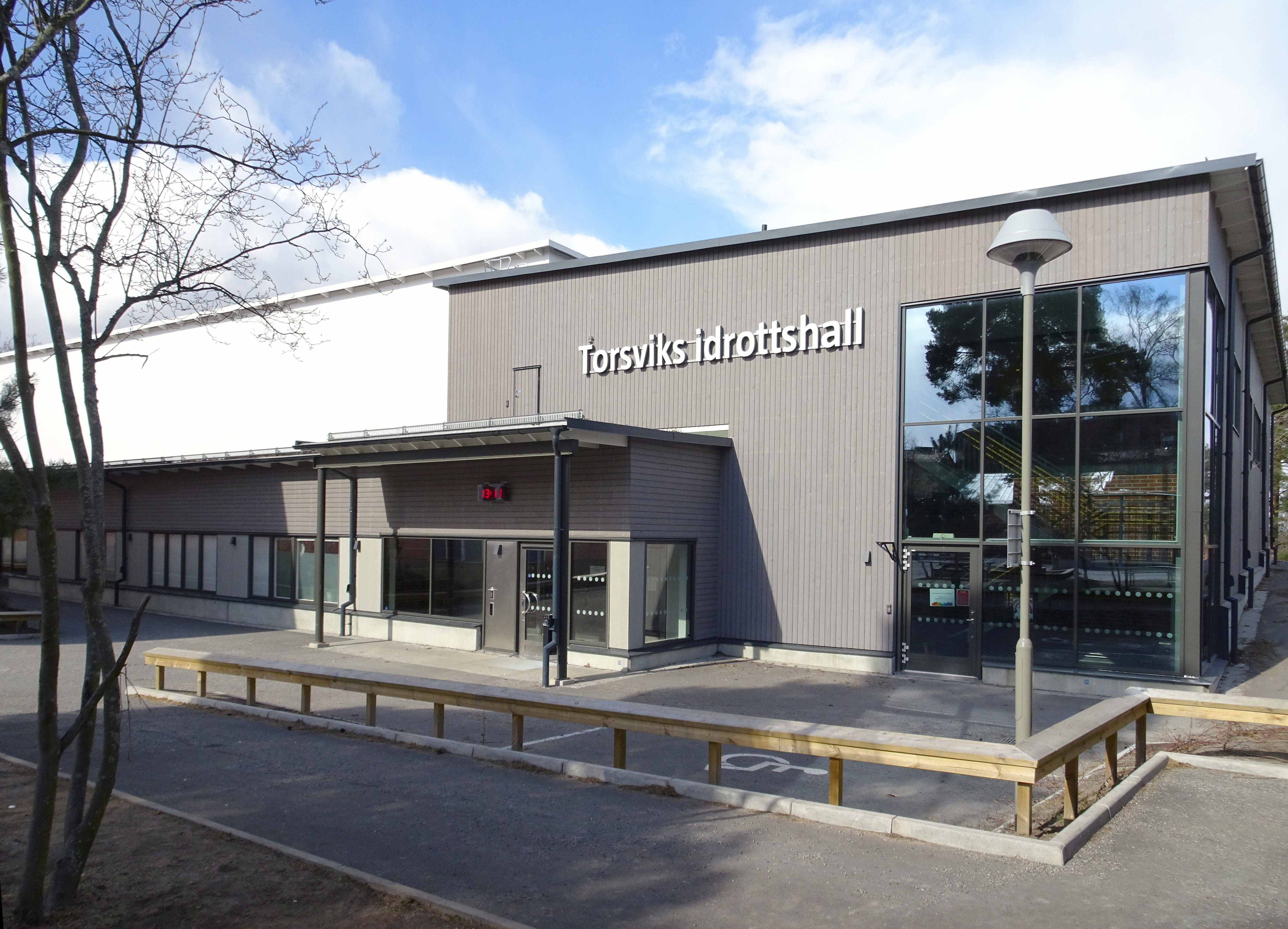
Torsviks idrottshall, entré, mars 2022.

Torsviks idrottshall ligger vid Skolvägen 3K i kommundelen Torsvik i västra Lidingö kommun. Anläggningen ägs av kommunen och invigdes i september 2021.

## Beskrivning

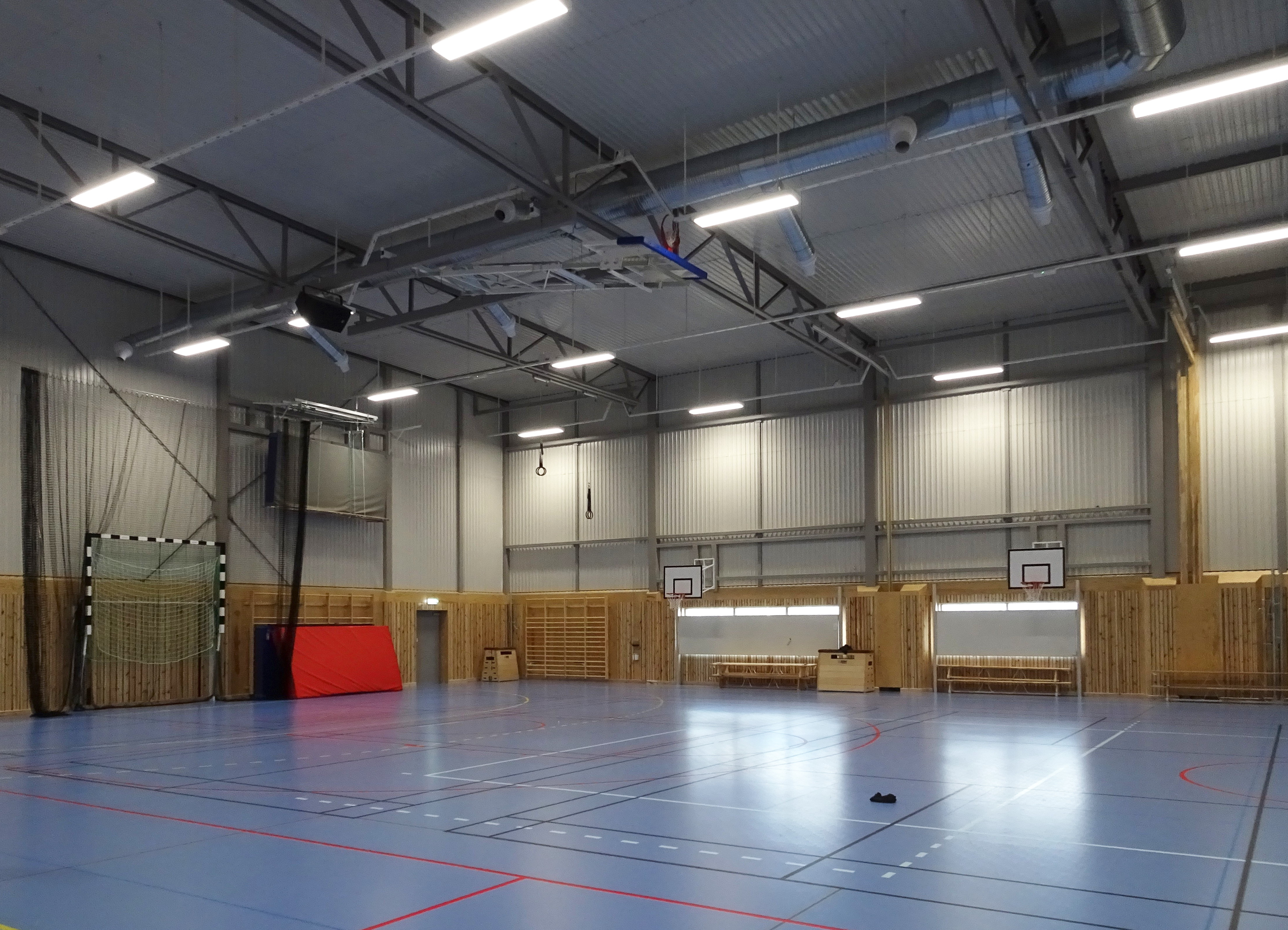
Idrottshallen.

Torsviks idrottshall uppfördes på en tidigare parkeringsplats i anslutning norr om Torsviks skola. Anläggningen ritades av Arkona Arkitekter och byggdes av Veidekke. Byggnaden består av en högdel som inhyser själva idrottshallen om 20 x 40 meter med läktare och delbart i två lika stora delar. Lågdelen innehåller bland annat huvudtrappa, omklädningsrum, rum för lärare och domare samt café, musikrum, filmrum och lekrum. Fasaden till högdelen är i vit puts medan de lägre delarna är i kontrast till detta klädda med stående och liggande träpanel målade i grå kulör. Utomhus anordnades en ny 5-mannaplan med konstgräs, löparbanor och ytor för skolverksamheten.